# クレイ・ワンダラーズFC
クレイ・ワンダラーズ・フットボールクラブ（Cray Wanderers Football Club）はイングランド、ロンドン、ブロムリー内、セント・ポール・クレイを本拠地とするサッカークラブチームである。2021-22シーズンはイスミアンリーグ・プレミアディヴィジョン（7部相当）に所属。

## 歴史
1860年創設の歴史のあるクラブチームである。

## リザーブチーム
クレイ・ワンダラーズのリザーブチームは、ケントリーグ・ファーストディヴィジョンに所属している。なお、ファーストディヴィジョン所属チームはすべてリザーブチームである。

## タイトル

### 国内タイトル
- 旧ケントリーグ:1回

1901-1902
- ロンドンリーグ:2回

1956-1957,1957-1958
- ロンドン・スパルタンリーグ:2回

1976-1977,1977-1978
- 新ケントリーグ:3回

1980-1981,2002-2003,2003-2004

### 国際タイトル
- なし